# NBA Executive of the Year
Le trophée de NBA Executive of the Year est remis au meilleur General Manager (GM) de la ligue, depuis la saison 1972-1973. Contrairement aux autres trophées attribués par la NBA, ce trophée est décerné par The Sporting News, jusqu'en 2009, mais est reconnu officiellement par la ligue. Ce sont les managers généraux des 30 équipes de la ligue qui élisent le lauréat. Le vainqueur est celui qui a obtenu le plus grand nombre de voix.

## Historique
Depuis sa création, le prix a été décerné à 28 directeurs généraux différents. Jerry Colangelo, le premier GM de l'histoire de Suns de Phoenix est le dirigeant ayant remporté le plus grand nombre de fois cette récompense, à quatre reprises. Bob Bass, Wayne Embry, Bob Ferry, Stan Kasten, Geoff Petrie, Jerry West et Bryan Colangelo, fils de Jerry Colangelo ont remporté ce trophée à deux reprises.
Tous les lauréats sont nés aux États-Unis jusqu’à ce que le manager général des Nuggets de Denver, Masai Ujiri, né en Angleterre, remporte le titre en 2013. Larry Bird, Frank Layden et Pat Riley se joignent à Red Auerbach comme les seuls lauréats à avoir également reçu le titre de NBA Coach of the Year. Bird est également le seul à recevoir le titre de NBA Most Valuable Player en plus de celui d'entraîneur ou de dirigeant.

## Palmarès

### Individuel

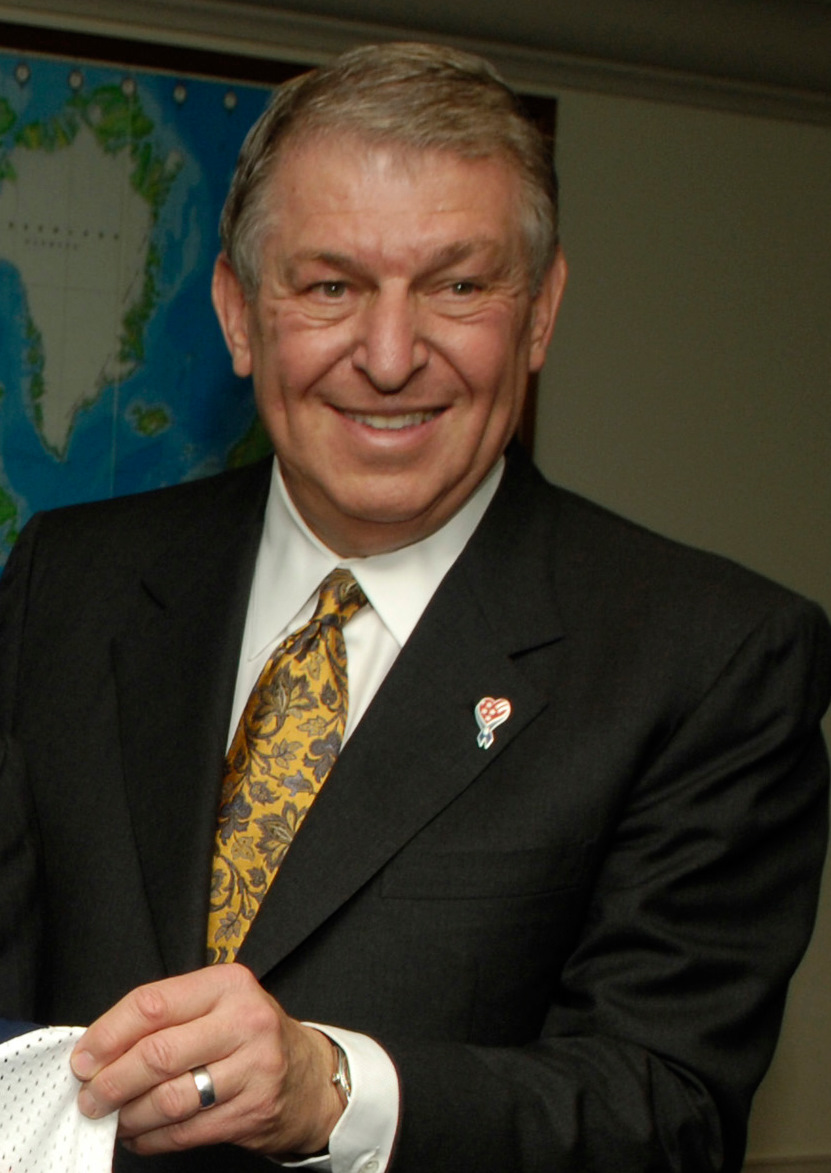
Jerry Colangelo a remporté la distinction à 4 reprises avec les Suns de Phoenix.

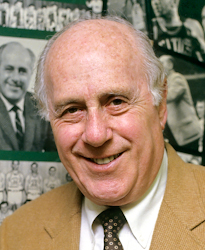
Red Auerbach remporte le prix en 1980.

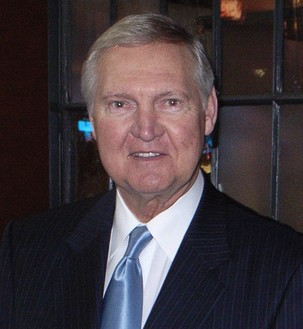
Jerry West remporte le prix en 1995 avec les Lakers de Los Angeles et en 2004 avec les Grizzlies de Memphis.

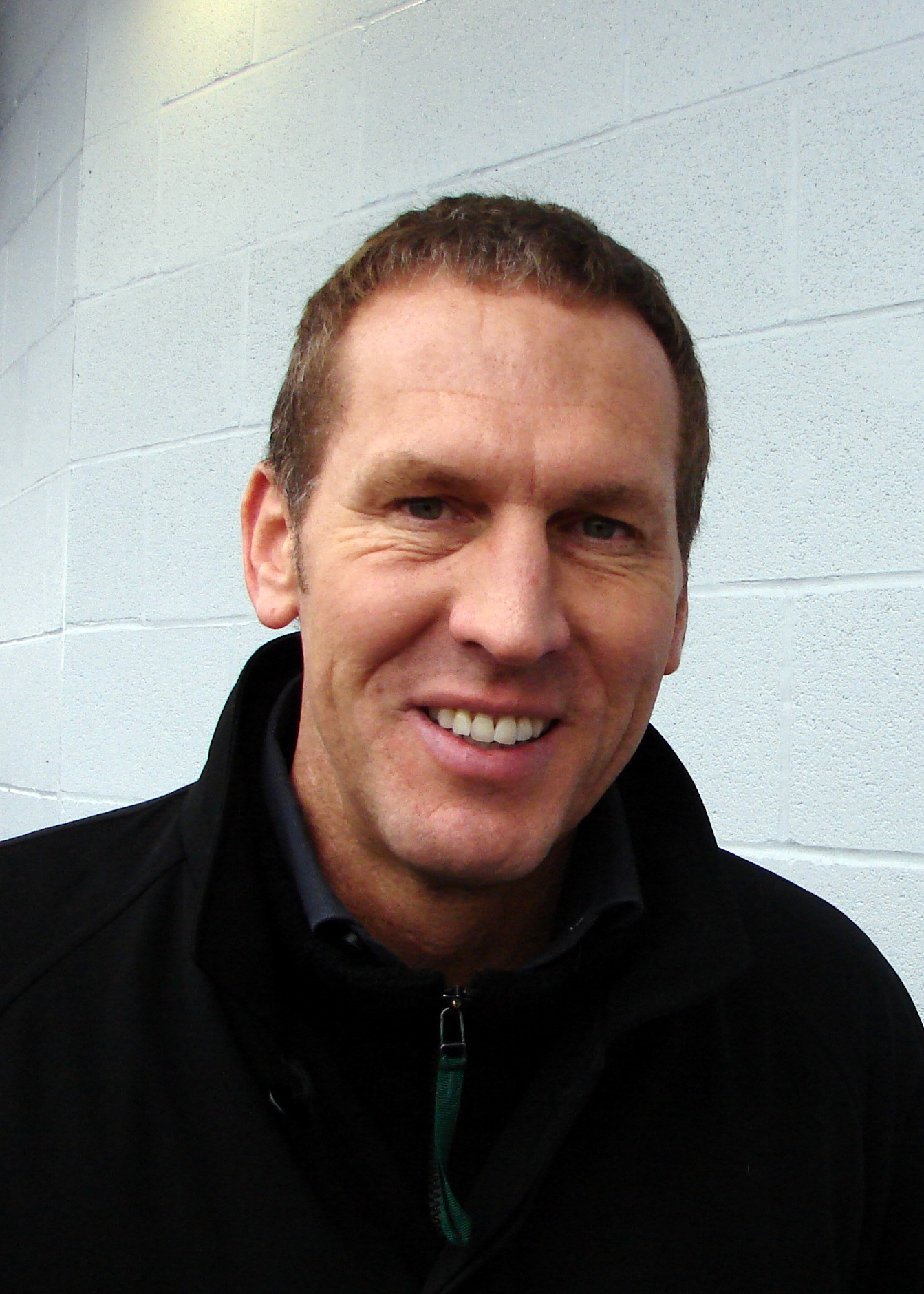
Bryan Colangelo, fils de Jerry Colangelo a remporté à deux reprises le titre.

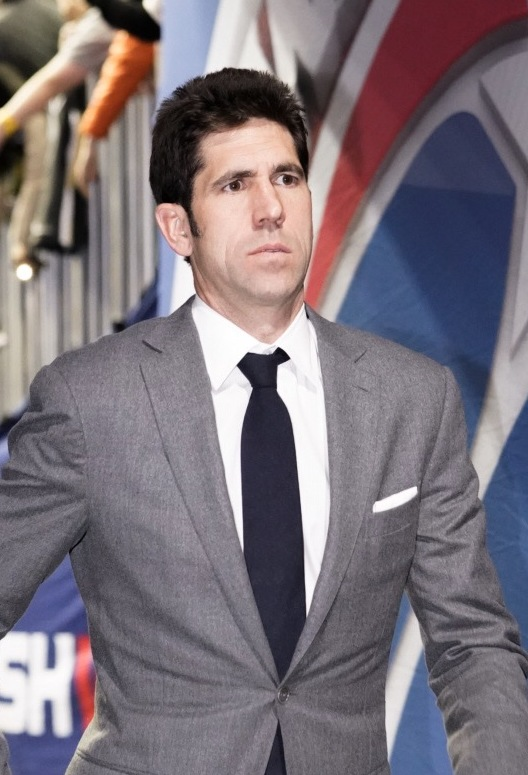
Bob Myers a remporté à deux reprises le titre avec les Warriors de Golden State.

|             | Dirigeant étant toujours en activité à la NBA.                  |
|             | Introduit au Basketball Hall of Fame.                           |
|             | Un manager actif qui a été élu au Basketball Hall of Fame.      |
| Manager (X) | Indique le nombre de fois où le manager à remporter le trophée. |
| Gras        | Équipe remportant les Finales NBA.                              |

| Saison    | Joueur              | Nationalité | Équipe                     |
| --------- | ------------------- | ----------- | -------------------------- |
| 1972-1973 | Joe Axelson         | Américaine  | Kings de Kansas City-Omaha |
| 1973-1974 | Eddie Donovan       | Américaine  | Braves de Buffalo          |
| 1974-1975 | Dick Vertlieb       | Américaine  | Warriors de Golden State   |
| 1975-1976 | Jerry Colangelo     | Américaine  | Suns de Phoenix            |
| 1976-1977 | Ray Patterson       | Américaine  | Rockets de Houston         |
| 1977-1978 | Angelo Drossos      | Américaine  | Spurs de San Antonio       |
| 1978-1979 | Bob Ferry           | Américaine  | Bullets de Washington      |
| 1979-1980 | Red Auerbach        | Américaine  | Celtics de Boston          |
| 1980-1981 | Jerry Colangelo (2) | Américaine  | Suns de Phoenix            |
| 1981-1982 | Bob Ferry (2)       | Américaine  | Bullets de Washington      |
| 1982-1983 | Zollie Volchok      | Américaine  | SuperSonics de Seattle     |
| 1983-1984 | Frank Layden        | Américaine  | Jazz de l'Utah             |
| 1984-1985 | Vince Boryla        | Américaine  | Nuggets de Denver          |
| 1985-1986 | Stan Kasten         | Américaine  | Hawks d'Atlanta            |
| 1986-1987 | Stan Kasten (2)     | Américaine  | Hawks d'Atlanta            |
| 1987-1988 | Jerry Krause        | Américaine  | Bulls de Chicago           |
| 1988-1989 | Jerry Colangelo (3) | Américaine  | Suns de Phoenix            |
| 1989-1990 | Bob Bass            | Américaine  | Spurs de San Antonio       |
| 1990-1991 | Bucky Buckwalter    | Américaine  | Trail Blazers de Portland  |
| 1991-1992 | Wayne Embry         | Américaine  | Cavaliers de Cleveland     |
| 1992-1993 | Jerry Colangelo (4) | Américaine  | Suns de Phoenix            |
| 1993-1994 | Bob Whitsitt        | Américaine  | SuperSonics de Seattle     |
| 1994-1995 | Jerry West          | Américaine  | Lakers de Los Angeles      |
| 1995-1996 | Jerry Krause (2)    | Américaine  | Bulls de Chicago           |
| 1996-1997 | Bob Bass (2)        | Américaine  | Hornets de Charlotte       |
| 1997-1998 | Wayne Embry (2)     | Américaine  | Cavaliers de Cleveland     |
| 1998-1999 | Geoff Petrie        | Américaine  | Kings de Sacramento        |
| 1999-2000 | John Gabriel        | Américaine  | Magic d'Orlando            |
| 2000-2001 | Geoff Petrie (2)    | Américaine  | Kings de Sacramento        |
| 2001-2002 | Rod Thorn           | Américaine  | Nets du New Jersey         |
| 2002-2003 | Joe Dumars          | Américaine  | Pistons de Détroit         |
| 2003-2004 | Jerry West (2)      | Américaine  | Grizzlies de Memphis       |
| 2004-2005 | Bryan Colangelo     | Américaine  | Suns de Phoenix            |
| 2005-2006 | Elgin Baylor        | Américaine  | Clippers de Los Angeles    |
| 2006-2007 | Bryan Colangelo (2) | Américaine  | Raptors de Toronto         |
| 2007-2008 | Danny Ainge         | Américaine  | Celtics de Boston          |
| 2008-2009 | Mark Warkentien     | Américaine  | Nuggets de Denver          |
| 2009-2010 | John Hammond        | Américaine  | Bucks de Milwaukee         |
| 2010-2011 | Pat Riley           | Américaine  | Heat de Miami              |
| 2010-2011 | Gar Forman          | Américaine  | Bulls de Chicago           |
| 2011-2012 | Larry Bird          | Américaine  | Pacers de l'Indiana        |
| 2012-2013 | Masai Ujiri         | Nigérian    | Nuggets de Denver          |
| 2013-2014 | R. C. Buford        | Américaine  | Spurs de San Antonio       |
| 2014-2015 | Bob Myers           | Américaine  | Warriors de Golden State   |
| 2015-2016 | R. C. Buford (2)    | Américaine  | Spurs de San Antonio       |
| 2016-2017 | Bob Myers (2)       | Américaine  | Warriors de Golden State   |
| 2017-2018 | Daryl Morey         | Américaine  | Rockets de Houston         |
| 2018-2019 | Jon Horst           | Américaine  | Bucks de Milwaukee         |
| 2019-2020 | Lawrence Frank      | Américaine  | Clippers de Los Angeles    |
| 2020-2021 | James Jones         | Américaine  | Suns de Phoenix            |
| 2021-2022 | Zach Kleiman        | Américaine  | Grizzlies de Memphis       |
| 2022-2023 | Monte McNair        | Américaine  | Kings de Sacramento        |
| 2023-2024 | Brad Stevens        | Américaine  | Celtics de Boston          |
| 2024-2025 | Sam Presti          | Américaine  | Thunder d'Oklahoma City    |

### Multiples vainqueurs
| Récompenses | Dirigeant       | Équipe(s)                                            | Années                 |
| ----------- | --------------- | ---------------------------------------------------- | ---------------------- |
| 4           | Jerry Colangelo | Suns de Phoenix                                      | 1976, 1981, 1989, 1993 |
| 2           | Bob Bass        | Spurs de San Antonio (1) / Hornets de Charlotte (1)  | 1990, 1997             |
| 2           | R. C. Buford    | Spurs de San Antonio                                 | 2014, 2016             |
| 2           | Bryan Colangelo | Suns de Phoenix (1) / Raptors de Toronto (1)         | 2005, 2007             |
| 2           | Wayne Embry     | Cavaliers de Cleveland                               | 1992, 1998             |
| 2           | Bob Ferry       | Bullets de Washington                                | 1979, 1982             |
| 2           | Stan Kasten     | Hawks d'Atlanta                                      | 1986, 1987             |
| 2           | Jerry Krause    | Bulls de Chicago                                     | 1988, 1996             |
| 2           | Bob Myers       | Warriors de Golden State                             | 2015, 2017             |
| 2           | Geoff Petrie    | Kings de Sacramento                                  | 1999, 2001             |
| 2           | Jerry West      | Lakers de Los Angeles (1) / Grizzlies de Memphis (1) | 1995, 2004             |